# Thomas le Despenser
Thomas le Despenser (22 septembre 1373 – 13 janvier 1400), 2e baron le Despenser puis 1er comte de Gloucester, est un baron et rebelle anglais.

## Biographie

### Origines et jeunesse
Thomas le Despenser est le seul fils survivant d'Édouard le Despenser et d'Elizabeth de Burghersh. Son père meurt dès 1375, faisant de Thomas un pupille de la Couronne d'Angleterre jusqu'en 1394. Thomas hérite du titre de baron le Despenser mais ses possessions dans le Glamorgan et les Marches galloises sont administrées par la Couronne pendant sa minorité. Edmond de Langley, oncle du roi Richard II, obtient de son neveu la tutelle sur le jeune Despenser en ce qui concerne son futur mariage. Avant 1384, Thomas épouse Constance d'York, fille unique d'Edmond et de son épouse Isabelle de Castille. Despenser grandit à la cour du roi Richard et devient un de ses proches amis. En 1389, Despenser accompagne en mer Richard FitzAlan et, en 1391, assiste Thomas de Woodstock lors de la Croisade de Lituanie. L'expédition échoue cependant : Despenser et Woodstock doivent faire demi-tour en Norvège et retourner en Angleterre. En 1394, Despenser devient majeur et reçoit officiellement les terres paternelles.

### Courtisan
Le beau-frère de Despenser, Édouard d'York, acquiert une influence importante sur Richard II. Despenser assiste son beau-frère et ses alliés lorsque ceux-ci prennent en main le coup d'État de Richard contre les Lords Appellant en juillet 1397. Lors de leur procès, les principaux Lords Appellant que sont Woodstock, FitzAlan et Thomas de Beauchamp accusent huit courtisans, dont Despenser, de les avoir discrédités aux yeux du roi. En récompense de son soutien face à ses anciens adversaires, Richard élève Despenser au rang de comte de Gloucester, un titre auparavant détenu par son arrière-grand-oncle Gilbert de Clare. Par ailleurs, Despenser reçoit des domaines appartenant aux comtes disgraciés dont Elmley Castle ainsi que des terres des Marches galloises et du Worcestershire. Il est par ailleurs nommé connétable de Gloucester et gardien de la forêt de Dean. Pendant la session du Parlement à Shrewsbury en janvier 1398, Despenser obtient que son arrière-grand-père Hugues le Despenser, exécuté pour haute trahison en 1326, soit réhabilité. En 1399, Despenser fait son entrée dans l'ordre de la Jarretière.

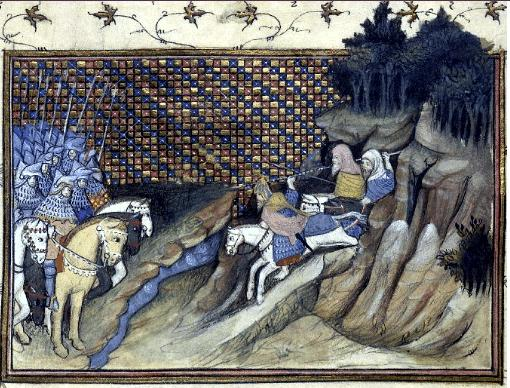
Thomas le Despenser (à gauche) rencontre le roi irlandais Art Mor mac Art MacMurrough Kavanagh. Illustration tirée de la chronique médiévale Histoire du roy d'Angleterre Richard II de Jean Creton.

### Rôle pendant la chute de Richard II
Despenser continue à soutenir le règne despotique du roi. Au cours de la seconde campagne du roi Richard II en Irlande au printemps 1399, il commande l'arrière-garde de l'armée royale. Il est chargé de négocier avec Art Mor mac Art MacMurrough Kavanagh, le roi irlandais de Leinster, mais ne parvient pas le persuader de se soumettre. Le débarquement en Angleterre à l'été 1399 d'Henri Bolingbroke, un des opposants au roi exilé en France, contraint Richard à interrompre sa campagne en Irlande. Aux alentours du 24 juillet 1399, Richard débarque à Pembroke et ordonne à Despenser de mobiliser des troupes dans le Glamorgan mais personne ne répond à l'appel du roi. Ayant rencontré le comte de Northumberland au château de Conwy, Richard exige qu'aucun mal ne soit fait à Despenser et son entourage de la part des rebelles menés par Bolingbroke. Néanmoins, Despenser déserte le roi, comme les autres courtisans, lorsqu'il comprend que le règne de Richard touche à sa fin. Despenser est l'un des sept émissaires qui viennent annoncer le 30 septembre la déposition de Richard en faveur de Bolingbroke, qui accède au trône sous le nom d'Henri IV.

### Rébellion et mort
Au cours du premier Parlement du règne d'Henri IV, Despenser, ainsi que quatre autres barons, doivent répondre de leur implication dans la chute des Lords Appellant en 1397. Despenser nie toute responsabilité dans la mort de Woodstock à Calais. Il est déchu de son titre de comte de Gloucester le 3 novembre 1399 et est brièvement incarcéré à la Tour de Londres. Les honneurs qu'il a reçus après 1397 lui sont confisqués. Despenser projette de participer à une croisade de l'ordre teutonique à Rhodes mais il rejoint en décembre 1399 une révolte menée par les comtes de Kent, de Huntingdon et de Salisbury, qui cherchent à renverser Henri IV et restaurer sur le trône Richard II. Leur tentative pour assassiner Henri IV au château de Windsor échoue. Les conspirateurs s'enfuient à Cirencester, où Despenser échappe de peu à la capture. Despenser poursuit sa route vers le Glamorgan et essaie de prendre un navire à Cardiff mais il est ramené à Bristol où il est sommairement décapité par une foule mécontente. Il est enterré ensuite à l'abbaye de Tewkesbury.
Despenser était de son vivant extrêmement impopulaire auprès du peuple, tout comme les principaux favoris de Richard II. Cette impopularité aurait été accrue à la suite d'une accusation selon laquelle il aurait fait empoisonner en août 1399 Humphrey de Buckingham, le fils et héritier de Thomas de Woodstock.

## Mariage et descendance
Thomas le Despenser épouse en 1384 Constance d'York, fille d'Edmond de Langley. Leurs enfants sont :
- Élisabeth le Despenser (meurt en bas âge vers 1398) ;
- Richard le Despenser (1396-1414), 4e baron Burghersh ;
- Édouard le Despenser (mort en bas âge) ;
- Hugues le Despenser (1400-1401) ;
- Isabelle le Despenser (1400-1439), qui épouse tout d’abord Richard Beauchamp, 1er comte de Worcester, puis Richard de Beauchamp, 13e comte de Warwick.

## Armoiries
Selon l'Armorial de Gelre (Folio 58v, Thomas Le Despencer), son blason prenait la forme suivante :
| Figure | Blasonnement |
|        | Ecartelé : I et IV, d'argent ; II et III, de gueules, fretté d'or ; au bâton d'azur brochant sur-le-tout. Cimier : Une tête de griffon d'argent, becqué et oreillé d'or, dans un vol d'argent tortillé d'or. |

| Figure | Blasonnement |
|        | Blason corrigé : Ecartelé : I et IV, d'argent ; II et III, de gueules, fretté d'or ; au bâton de sable brochant sur-le-tout. Cimier : Une tête de griffon d'argent, becqué et oreillé d'or, dans un vol d'argent tortillé d'or. |